# Durium boulardi
Durium boulardi är en insektsart som beskrevs av Synave 1979. Durium boulardi ingår i släktet Durium och familjen Tropiduchidae. Inga underarter finns listade i Catalogue of Life.